# Grobiņa
Grobiņa  (tyska: Grobin) är en stad i sydvästra Lettland, på en yta av 5 km² och med en befolkning på cirka 4 300 invånare. Stadsrättigheter fick man 1695, men dess före hade både skandinaver och Tyska orden befäst orten alltsedan vendeltiden.

## Skandinavisk koloni under yngre järnåldern
Vid Grobin i Kurland upptäcktes 1929–1930 vid en utgrävning en nordisk fornborg och resterna av en forntida stadsanläggning av den typen som fanns i Birka och Hedeby, till dessa anläggningar fanns tre i halvcirkel belägna skandinaviska gravfält, varav två av väldiga dimensioner. Stora delar av området hade förstörts genom odling och grustäkt, men av det största gravfältet kvarstod under utgrävningsperioden cirka 450 högar. Man antog att det ursprungligen hade uppgått till 1000. De tre gravfälten hade uppförts under tidsperioden 650–850 e.Kr. och bestod av två höggravfält och ett gravfält med flatmarksgravar. I flatmarksgravarna gjordes fynd av bland annat gotländska vapen och smycken.
I utgrävningarna, där bland andra de svenska arkeologerna Birger Nerman, Karl-Alfred Gustawsson och Hans Hansson deltog, undersöktes ett hundratal flatmarksgravar och ett trettiotal högar. Fyndmaterialet här, i den svarta jorden (stadsområdet) och i fornborgen, blev talrikt. Birger Nerman ville tolka Grobin som det i Rimberts krönika omtalade kuriska staden Seeburg, mot vilket kung Olof år 855 företagit ett krigståg och erövrat.